# Суванні (округ, Флорида)
Шаблон:StateAbbr_ 30°11′ пн. ш. 82°59′ зх. д. / 30.19° пн. ш. 82.99° зх. д.
Округ Суванні (англ. Suwannee County) — округ (графство) у штаті Флорида, США. Ідентифікатор округу 12121.

## Історія
Округ утворений 1858 року.

## Демографія
За даними перепису 2000 року загальне населення округу становило 34844 осіб, зокрема міського населення було 6460, а сільського — 28384. Серед мешканців округу чоловіків було 17012, а жінок — 17832. В окрузі було 13460 домогосподарств, 9687 родин, які мешкали в 15679 будинках. Середній розмір родини становив 2,96.
Віковий розподіл населення поданий у таблиці:
| Стать    | До 15 років | 15-21 | 22-29 | 30-39 | 40-49 | 50-65 | 65-85 | Понад 85 |
| -------- | ----------- | ----- | ----- | ----- | ----- | ----- | ----- | -------- |
| Чоловіки | 3446        | 1782  | 1602  | 2153  | 2338  | 3163  | 2341  | 187      |
| Жінки    | 3326        | 1640  | 1440  | 2175  | 2534  | 3340  | 2854  | 523      |

## Суміжні округи
- Гамільтон — північ
- Колумбія — схід
- Ґілкріст — південний схід
- Лафаєтт — захід
- Медісон — північний захід

## Виноски
1. ↑  U.S. Decennial Census. United States Census Bureau. Процитовано 16 червня 2014.
2. ↑  Historical Census Browser. University of Virginia Library. Архів оригіналу за 11 серпня 2012. Процитовано 16 червня 2014.
3. ↑  Population of Counties by Decennial Census: 1900 to 1990. United States Census Bureau. Процитовано 16 червня 2014.
4. ↑  Census 2000 PHC-T-4. Ranking Tables for Counties: 1990 and 2000 (PDF). United States Census Bureau. Процитовано 16 червня 2014.
5. ↑  State & County QuickFacts. United States Census Bureau. Архів оригіналу за 1 лютого 2016. Процитовано 15 лютого 2014. [Архівовано 2016-02-01 у Wayback Machine.](англ.) Наведено за англійською вікіпедією.
6. ↑  American FactFinder. Бюро перепису населення США. Архів оригіналу за 26 лютого 2012. Процитовано 31 січня 2008. [Архівовано 2008-05-21 у Wayback Machine.]

| США | Це незавершена стаття з географії США. Ви можете допомогти проєкту, виправивши або дописавши її. |